# Lanchères
Lanchères je francouzská obec v departementu Somme v regionu Hauts-de-France. V roce 2012 zde žilo 962 obyvatel.

## Sousední obce
Brutelles, Cayeux-sur-Mer, Pendé, Saint-Blimont

## Vývoj počtu obyvatel
Počet obyvatel